# Teoria de jocs de camp mitjà
La teoria de jocs de camp mitjà és l'estudi de la presa de decisions estratègiques per part de petits agents interactius en poblacions molt grans. Es troba a la intersecció de la teoria de jocs amb l'anàlisi estocàstica i la teoria del control. L'ús del terme "camp mitjà" s'inspira en la teoria del camp mitjà en física, que considera el comportament dels sistemes de gran nombre de partícules on les partícules individuals tenen impactes insignificants sobre el sistema. És a dir, cada agent actua segons el seu problema de minimització o maximització tenint en compte les decisions d'altres agents i com que la seva població és gran podem suposar que el nombre d'agents va a l'infinit i que existeix un agent representatiu.
En la teoria de jocs tradicional, l'objecte d'estudi sol ser un joc amb dos jugadors i un espai temporal discret, i amplia els resultats a situacions més complexes per inducció. Tanmateix, per a jocs en temps continu amb estats continus (jocs diferencials o jocs diferencials estocàstics) aquesta estratègia no es pot utilitzar per la complexitat que generen les interaccions dinàmiques. D'altra banda, amb els MFG podem gestionar un gran nombre de jugadors a través de l'agent representatiu mitjà i, alhora, descriure dinàmiques d'estat complexes.
Aquesta classe de problemes va ser considerada a la literatura econòmica per Boyan Jovanovic i Robert W. Rosenthal, a la literatura d'enginyeria de Minyi Huang, Roland Malhame i Peter E. Caines i de manera independent i al mateix temps pels matemàtics Pierre-Louis Lions.
En temps continu, un joc de camp mitjà es compon típicament d'una equació Hamilton-Jacobi-Bellman que descriu el problema de control òptim d'un individu i una equació de Fokker-Planck que descriu la dinàmica de la distribució agregada dels agents. Sota supòsits força generals es pot demostrar que una classe de jocs de camp mitjà és el límit com {\displaystyle N\to \infty } d'un equilibri de Nash de N jugadors.
Un concepte relacionat amb el dels jocs de camp mitjà és "control de tipus de camp mitjà". En aquest cas, un planificador social controla la distribució dels estats i tria una estratègia de control. La solució a un problema de control de camp mitjà normalment es pot expressar com una equació de Hamilton-Jacobi-Bellman adjunta dual juntament amb l'equació de Kolmogorov. La teoria de jocs del tipus de camp mitjà és la generalització multiagent del control del tipus de camp mitjà d'un sol agent.

## Forma general d'un joc de camp mitjà
El següent sistema d'equacions es pot utilitzar per modelar un joc típic de camp mitjà:
{\displaystyle {\begin{cases}-\partial _{t}u-\nu \Delta u+H(x,m,Du)=0&(1)\\\partial _{t}m-\nu \Delta m-\operatorname {div} (D_{p}H(x,m,Du)m)=0&(2)\\m(0)=m_{0}&(3)\\u(x,T)=G(x,m(T))&(4)\end{cases}}}
La dinàmica bàsica d'aquest conjunt d'equacions es pot explicar pel problema de control òptim d'un agent mitjà. En un joc de camp mitjà, un agent mitjà pot controlar el seu moviment {\displaystyle \alpha } per influir en la ubicació general de la població mitjançant:
{\displaystyle dX_{t}=\alpha _{t}dt+{\sqrt {2\nu }}dB_{t}}
on {\displaystyle \nu } és un paràmetre i {\displaystyle B_{t}} és un moviment brownià estàndard. En controlar el seu moviment, l'agent pretén minimitzar el seu cost global previst {\displaystyle C} durant tot el període de temps {\displaystyle [0,T]} :
{\displaystyle C=\mathbb {E} \left[\int _{0}^{T}L(X_{s},\alpha _{s},m(s))ds+G(X_{T},m(T))\right]}
on {\displaystyle L(X_{s},\alpha _{s},m(s))} és el cost de funcionament al moment {\displaystyle s} i {\displaystyle G(X_{T},m(T))} és el cost del terminal al moment {\displaystyle T}. Per aquesta definició, en el moment {\displaystyle t} i posició {\displaystyle x}, la funció de valor {\displaystyle u(t,x)} es pot determinar com:
{\displaystyle u(t,x)=\inf _{\alpha }\mathbb {E} \left[\int _{t}^{T}L(X_{s},\alpha _{s},m(s))ds+G(X_{T},m(T))\right]}
Donada la definició de la funció de valor {\displaystyle u(t,x)}, es pot seguir mitjançant l'equació de Hamilton-Jacobi (1). L'acció òptima dels jugadors mitjans {\displaystyle \alpha ^{*}(x,t)} es pot determinar com {\displaystyle \alpha ^{*}(x,t)=D_{p}H(x,m,Du)}. Com que tots els agents són relativament petits i no poden canviar per si sols la dinàmica de la població, adaptaran individualment el control òptim i la població es mourà d'aquesta manera. Això és similar a un equilibri de Nash, en el qual tots els agents actuen en resposta a un conjunt específic d'estratègies dels altres. La solució de control òptima condueix llavors a l'equació de Kolmogorov-Fokker-Planck (2).

## Jocs d'Estat finit
Una categoria destacada de camp mitjà són els jocs amb un nombre finit d'estats i un nombre finit d'accions per jugador. Per a aquests jocs, l'anàleg de l'equació de Hamilton-Jacobi-Bellman és l'equació de Bellman, i la versió discreta de l'equació de Fokker-Planck és l'equació de Kolmogorov. Concretament, per als models de temps discret, l'estratègia dels jugadors és la matriu de probabilitats de l'equació de Kolmogorov. En els models de temps continu, els jugadors tenen la capacitat de controlar la matriu de velocitat de transició.

## Problema de joc gaussià lineal-quadrat
A partir de Caines (2009), un model relativament simple de jocs a gran escala és el model gaussià lineal-quadrat. La dinàmica de l'agent individual es modela com una equació diferencial estocàstica
{\displaystyle dX_{i}=(a_{i}X_{i}+b_{i}u_{i})\,dt+\sigma _{i}\,dW_{i},\quad i=1,\dots ,N,}
on {\displaystyle X_{i}} és l'estat de la {\displaystyle i} -è agent, {\displaystyle u_{i}} és el control de la {\displaystyle i} -è agent, i {\displaystyle W_{i}} són processos Wiener independents per a tothom {\displaystyle i=1,\dots ,N}. El cost de l'agent individual és
{\displaystyle J_{i}(u_{i},\nu )=\mathbb {E} \left\{\int _{0}^{\infty }e^{-\rho t}\left[(X_{i}-\nu )^{2}+ru_{i}^{2}\right]\,dt\right\},\quad \nu =\Phi \left({\frac {1}{N}}\sum _{k\neq i}^{N}X_{k}+\eta \right).}L'acoblament entre agents es produeix en la funció de cost.

## Ús general i aplicat
El paradigma de Mean Field Games s'ha convertit en una connexió important entre la presa de decisions distribuïda i el modelatge estocàstic. A partir de la literatura sobre control estocàstic, està guanyant una ràpida adopció en una sèrie d'aplicacions, com ara:
a. Mercat financer Carmona revisa aplicacions en enginyeria financera i economia que es poden emetre i abordar en el marc del paradigma MFG. Carmona argumenta que els models de macroeconomia, teoria de contractes, finances,..., es beneficien molt del canvi al temps continu dels models més tradicionals de temps discret. En el seu capítol de revisió només considera models de temps continu, inclosos el risc sistèmic, l'impacte dels preus, l'execució òptima, els models per a les operacions bancàries, el comerç d'alta freqüència i les criptomonedes.
b. Moviments de multituds MFG assumeix que els individus són jugadors intel·ligents que intenten optimitzar la seva estratègia i camí respecte a determinats costos (enfocament d'equilibri amb expectatives racionals). Els models MFG són útils per descriure el fenomen d'anticipació: la part avançada descriu l'evolució de la multitud, mentre que la part endarrere indica el procés de com es construeixen les anticipacions. A més, en comparació amb els càlculs de models microscòpics multiagent, MFG només requereix costos computacionals més baixos per a les simulacions macroscòpiques. Alguns investigadors han recorregut a MFG per tal de modelar la interacció entre poblacions i estudiar el procés de presa de decisions dels agents intel·ligents, inclòs l'aversió i el comportament de la congestió entre dos grups de vianants, elecció de l'hora de sortida dels viatgers del matí, i els processos de presa de decisions per a vehicles autònoms.
c. Control i mitigació d'epidèmies Atès que l'epidèmia ha afectat significativament la societat i els individus, el MFG i els controls de camp mitjà (MFC) ofereixen una perspectiva per estudiar i comprendre la dinàmica de la població subjacent, especialment en el context de la resposta a la pandèmia de Covid-19. MFG s'ha utilitzat per estendre la dinàmica de tipus SIR amb efectes espacials o permetre que els individus escullin els seus comportaments i controlin les seves contribucions a la propagació de la malaltia. MFC s'aplica per dissenyar l'estratègia òptima per controlar la propagació del virus dins d'un domini espacial, controlar les decisions dels individus per limitar les seves interaccions socials, i donar suport a les intervencions no farmacèutiques del govern.